# Mario Balotelli
Mario Balotelli Barwuah (phát âm tiếng Ý: [ˈmaːrjo baloˈtɛlli]; sinh ngày 12 tháng 8 năm 1990) là một cầu thủ bóng đá chuyên nghiệp người Ý hiện đang thi đấu ở vị trí tiền đạo cắm.
Balotelli bắt đầu sự nghiệp bóng đá chuyên nghiệp của mình vào năm 2005 tại Lumezzane, trước khi gia nhập Inter Milan vào năm 2007. Anh giành cú ăn ba (Serie A, Coppa Italia và Champions League) vào năm 2010. Balotelli tái hợp với huấn luyện viên Roberto Mancini của Inter tại Manchester City vào năm 2010, giúp họ giành được một chức vô địch Premier League và Cúp FA. Anh trở lại Ý vào tháng 1 năm 2013, ký hợp đồng với AC Milan, trước khi trở lại Premier League với Liverpool 18 tháng sau đó. Sau khi trở lại Milan dưới dạng cho mượn, Balotelli chuyển đến Pháp thi đấu cho Nice và Marseille ở Ligue 1. Anh trở lại Ý lần thứ ba, gia nhập câu lạc bộ Serie A Brescia vào mùa hè 2019 và câu lạc bộ Serie B Monza vào cuối năm 2020. Mùa hè năm sau, Balotelli ký hợp đồng với câu lạc bộ Thổ Nhĩ Kỳ Adana Demirspor.
Balotelli có lần đầu tiên ra sân cho đội tuyển Ý trong một trận đấu giao hữu với Bờ Biển Ngà vào năm 2010. Anh đã có hơn 30 lần ra sân và đại diện cho đất nước của mình tại UEFA Euro 2012, FIFA Confederations Cup 2013 và FIFA World Cup 2014. Anh đã giúp đội tuyển quốc gia lọt vào trận chung kết Euro 2012, đồng thời giành huy chương đồng tại Confederations Cup.

## Thời niên thiếu
Balotelli sinh ra là Mario Barwuah ở Palermo, Sicily với những người nhập cư Ghana. Gia đình chuyển đến Bagnolo Mella ở tỉnh Brescia , Lombardy , khi anh mới hai tuổi. Năm 1993, khi mới 3 tuổi, anh được gia đình Balotelli giao cho gia đình Balotelli chăm sóc khi chính gia đình anh không có khả năng chi trả cho các nhu cầu chăm sóc sức khỏe của anh. Cha mẹ nuôi của anh là Silvia, con gái Do Thái của những người sống sót sau thảm họa Holocaust, và Francesco Balotelli.  Họ sống ở thị trấn Concesio, Brescia, miền bắc nước Ý.

Lúc đầu, anh ở cùng gia đình Balotelli vào các ngày trong tuần và trở về với bố mẹ đẻ của mình vào cuối tuần. Sau đó, anh được Balotellis nuôi dưỡng vĩnh viễn và lấy họ của họ. Vào tháng 6 năm 2012, anh dành tặng những bàn thắng đưa Ý vào chung kết giải vô địch bóng đá Euro 2012 cho mẹ nuôi Silvia. Balotelli phải đợi đến sinh nhật thứ 18 của mình để yêu cầu nhập quốc tịch Ý, vì gia đình nuôi của anh ấy đã không nhận anh ấy. Anh chính thức trở thành công dân ở Concesio vào ngày 13 tháng 8 năm 2008.  Sau buổi lễ, anh đưa ra tuyên bố sau:
Tôi là người Ý, tôi cảm thấy người Ý, tôi sẽ mãi mãi chơi với đội tuyển quốc gia Ý.

-  Mario Balotelli
Mario có ba anh chị em ruột: Abigail, Enoch và Angel Barwuah. Enoch Barwuah, kém Balotelli hai tuổi, cũng là một cầu thủ bóng đá chuyên nghiệp.

## Sự nghiệp câu lạc bộ

### Lumezzane
Balotelli bắt đầu sự nghiệp của mình với đội bóng Lumezzane. Vào năm 15 tuổi,anh được ra mắt ở đội hình chính, lần đầu tiên ra mắt với đội bóng đầu tiên tại giải Serie C1 trong trận đấu với Padova.

### Inter Milan

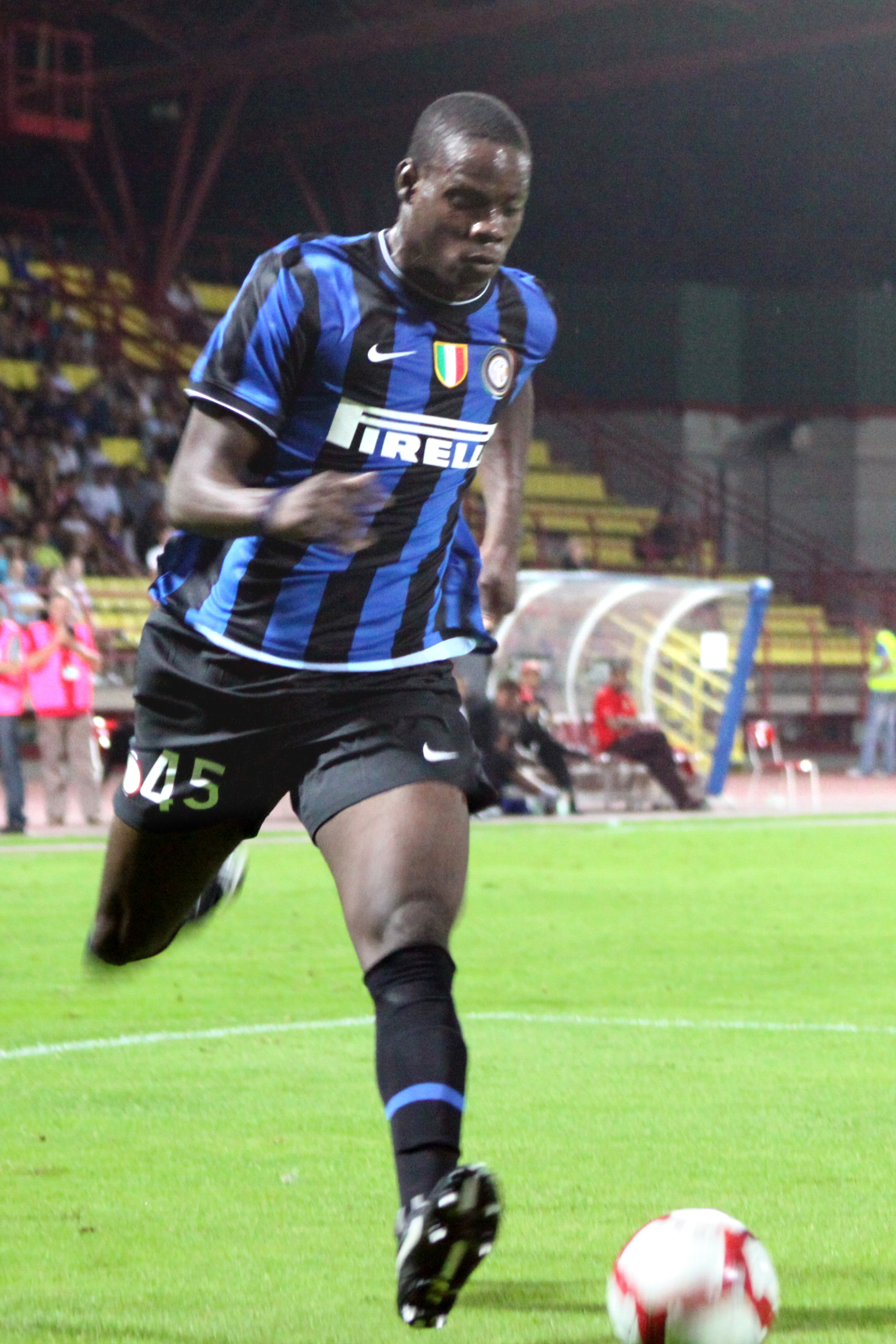
Balotelli năm 2009.

Sau khi thử việc không thành công với Barcelona ở tuổi 15, Balotelli đã được Inter Milan ký hợp đồng vào năm 2006 dưới dạng cho mượn với mức giá định sẵn là 150.000 euro để đồng sở hữu cầu thủ này.  Vào tháng 6 năm 2007, Inter thực hiện quyền chọn và mua nửa còn lại với giá thêm 190.000 €.  Vào ngày 8 tháng 11 năm 2007, trong khuôn khổ lễ kỷ niệm 150 năm thành lập của Sheffield FC , Balotelli góp mặt trong trận giao hữu giữa hai bên tại Bramall Lane của Sheffield United. Trận đấu kết thúc với tỷ số 5–2 nghiêng về Inter, với Balotelli ghi hai bàn. Anh ấy có đội đầu tiên và Serie Ara mắt vào ngày 16 tháng 12 năm 2007, thay thế David Suazo trong chiến thắng 2–0 trước Cagliari. Ba ngày sau, anh được ra sân trong đội hình xuất phát trong trận đấu với Reggina ở Coppa Italia, ghi hai bàn trong chiến thắng 4–1. Balotelli nhận được sự chú ý của toàn quốc sau khi anh ghi hai bàn thắng vào lưới Juventus trong trận lượt về vòng tứ kết Coppa Italia, đóng vai trò quan trọng trong chiến thắng 3–2 trên sân khách cho Inter. Bàn thắng đầu tiên của anh ấy ở Serie A sau đó đến vào tháng 4 năm 2008 trong chiến thắng 2–0 trên sân khách trước Atalanta. Inter tiếp tục vô địch Serie A 2007–08 . Balotelli được tung vào sân trong trận chung kết Supercoppa Italiana năm 2008 với Roma, vào sân thay cho Luís Figo và ghi bàn ở phút 83. Inter giành chiến thắng chung cuộc 6–5 trên chấm phạt đền sau khi trận đấu kết thúc với tỷ số 2–2.

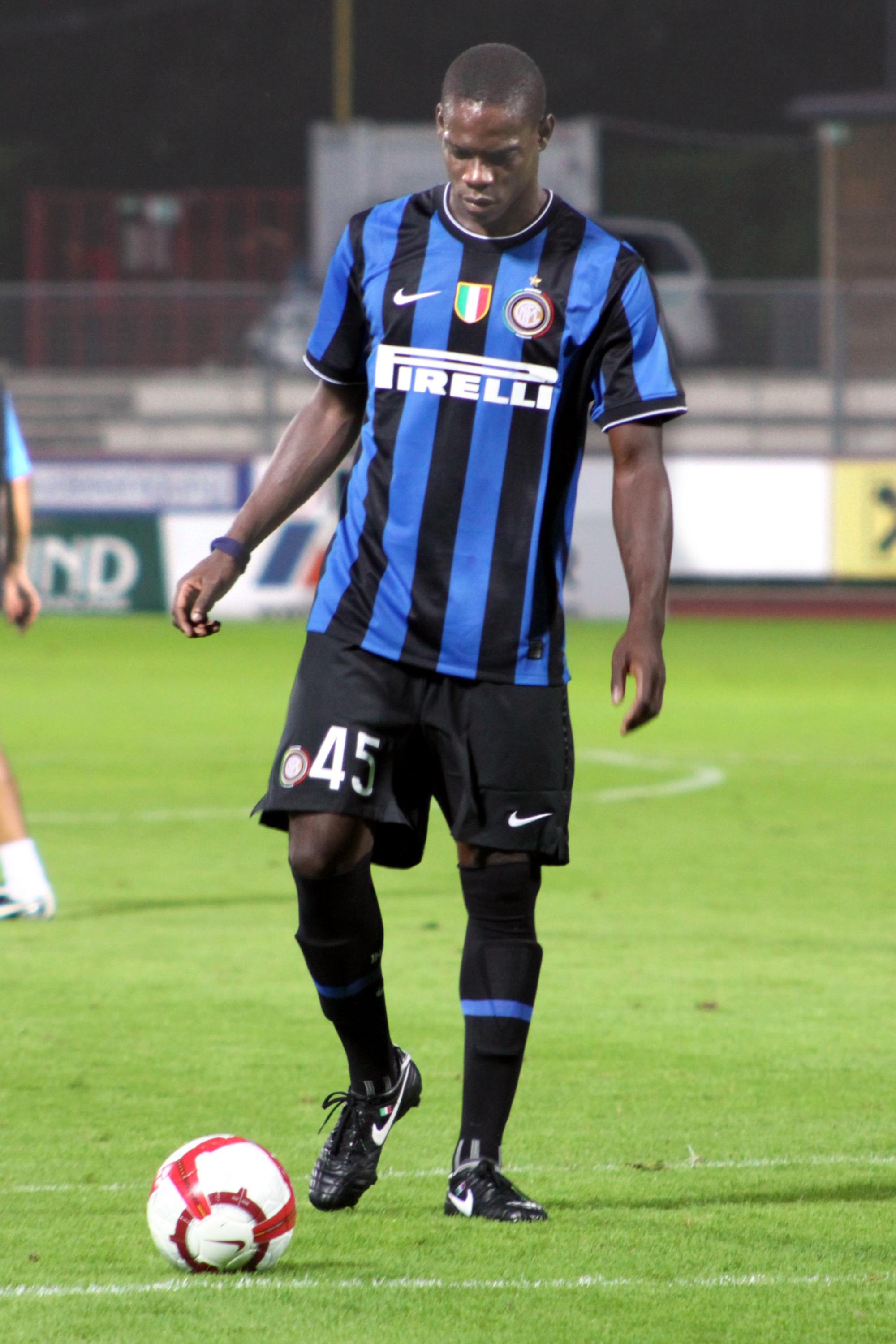
Balotelli năm 2009.

Vào tháng 11 năm 2008, Balotelli trở thành cầu thủ Inter trẻ nhất (18 tuổi 85 ngày) ghi bàn tại UEFA Champions League khi anh ghi bàn thắng trong trận hòa 3–3 trước đội bóng Síp Anorthosis Famagusta , đánh bại kỷ lục trước đó do Obafemi Martins lập. (18 tuổi 145 ngày). Trong trận đấu tháng 4 năm 2009 với Juventus, nơi anh ghi bàn thắng duy nhất cho Inter trong trận hòa 1-1, Balotelli đã bị người hâm mộ Juventus lạm dụng chủng tộc trong suốt trận đấu. Điều này khiến chủ sở hữu của Inter, Massimo Moratti nói rằng anh ta sẽ rút cả đội ra khỏi sân nếu anh ta có mặt.  Các bài ca tụng phân biệt chủng tộc cũng bị chủ tịch Juventus lên án Giovanni Cobolli Gigli, và Juventus đã bị phạt cấm CĐV nhà 1 trận vì vụ việc. Inter vô địch Serie A lần thứ tư liên tiếp.
Trong mùa giải thứ hai của anh ấy với Inter, Balotelli đã gặp phải một số vấn đề kỷ luật, đáng chú ý nhất là liên quan đến huấn luyện viên trưởng José Mourinho, người đã loại anh khỏi đội một vào nửa cuối tháng 1 năm 2009. Đầu mùa giải đó, Mourinho đã buộc tội Balotelli thể hiện sự thiếu cố gắng. trong quá trình huấn luyện, nói: "Theo tôi nghĩ, một cậu bé như cậu ấy không thể cho phép mình tập luyện kém hơn những người như Figo, Córdoba và Zanetti." Balotelli tiếp tục trở thành chủ đề của những lời ca tụng phân biệt chủng tộc trong suốt mùa giải, trở thành tâm điểm của người hâm mộ Juventus ngay cả trong những trận đấu không có sự tham gia của Inter, dẫn đến việc Juventus bị phạt hai lần và cuối cùng câu lạc bộ bị phạt đóng cửa một phần sân vận động.
Vấn đề kỷ luật của Balotelli và mối quan hệ khó khăn của anh ấy với Mourinho tiếp tục diễn ra trong mùa giải 2009–10. Vào tháng 11 năm 2009, Inter hòa 1–1 trước Roma, sau đó Mourinho chỉ trích các cầu thủ của mình, đi xa hơn khi nói rằng Balotelli "đã đến gần mức xếp hạng 0".  Balotelli đã có một cuộc chạm trán tiêu cực khác với người hâm mộ Juventus trong cuộc chạm trán Derby d'Italia nóng bỏng trong một trận đấu trên sân khách với Juventus vào ngày 5 tháng 12 năm 2009, mà Inter thua 2-1. Khi bị tiền vệ Felipe Melo của Juventus thúc cùi chỏ vào vai, Balotelli đã ngã lăn ra sân và bị phạt thẻ vàng, trong khi Melo bị phạt thẻ vàng thứ hai. Vụ việc đã gây ra một cuộc xung đột giữa Balotelli 'Gianluigi Buffon. Căng thẳng giữa Balotelli và Mourinho lên đến đỉnh điểm vào trước trận lượt về UEFA Champions League với Chelsea sau khi tiền đạo trẻ này không được gọi lên đội, sau một cuộc xung đột với người quản lý của anh ấy. Bất chấp chiến thắng 1–0 của Inter tại Stamford Bridge, Balotelli đã bị chỉ trích bởi một số cầu thủ cao cấp, bao gồm đội trưởng Javier Zanetti và hậu vệ kỳ cựu Marco Materazzi, cũng như người đại diện của anh ấy. Vào tháng 3 năm 2010, anh ấy đã bị chỉ trích nặng nề từ người hâm mộ sau khi anh ấy công khai mặc chiếc áo đấu của AC Milan trong chương trình truyền hình Ý Striscia la Notizia.

Balotelli đã đưa ra một tuyên bố xin lỗi trên trang web chính thức của Inter có nội dung:
Tôi xin lỗi vì tình huống đã được tạo ra gần đây. Tôi là người đầu tiên phải chịu đựng vì tôi yêu bóng đá và tôi muốn chơi bóng, và bây giờ tôi đang chờ đợi trong im lặng để tôi có thể trở lại có ích cho đội bóng của mình. Tôi muốn đặt quá khứ lại phía sau, nhìn về tương lai và tập trung cho những cam kết sắp tới và chuẩn bị sẵn sàng cho bản thân.

-  Mario Balotelli
Sau khi thất bại với Mourinho, Balotelli được gọi lại cho trận đấu tháng 4 năm 2010 của Inter với Bologna, và anh ấy đánh dấu sự trở lại của mình bằng một bàn thắng trong chiến thắng 3–0 của họ. Anh lại gây ra tranh cãi trong trận bán kết Champions League với Barcelona vào ngày 20 tháng 4 năm 2010 khi ném áo xuống đất sau tiếng còi mãn cuộc để đáp trả những CĐV Inter đã la ó anh vì màn trình diễn kém cỏi của anh. Ba năm sau, anh thừa nhận sự việc là điều hối tiếc duy nhất trong cuộc đời anh. Các CĐV bất bình đã đối đầu và tìm cách tấn công Balotelli sau trận đấu. Hành vi của anh ấy trên sân khiến các đồng đội không đồng tình, Javier Zanetti đã công khai nói rằng: "Mario cần tập trung làm những gì anh ấy có thể làm trên sân, anh ấy không thể cho phép mình hành xử như thế này." Giữa những tranh cãi này với câu lạc bộ và người quản lý của anh ấy, nhiều đội bóng ở giải Ngoại hạng Anh, bao gồm Manchester United và Manchester City, cho biết họ quan tâm đến việc ký hợp đồng với Balotelli vào tháng 7 năm 2010.

### Manchester City

#### Mùa giải 2010–11
Sau nhiều tuần suy đoán, Inter đã đạt được thỏa thuận chuyển nhượng Balotelli đến Manchester City vào ngày 12 tháng 8 năm 2010 với mức phí 21,8 triệu euro.  Tại Manchester City, Balotelli tái hợp với huấn luyện viên trưởng cũ của anh ấy tại Inter, Roberto Mancini, người nói, "Phong cách chơi của anh ấy sẽ phù hợp với Premier League, và bởi vì anh ấy vẫn còn rất trẻ nên có Cơ hội lớn để anh ấy cải thiện. Anh ấy là một cầu thủ mạnh mẽ và thú vị, và người hâm mộ Man City sẽ thích xem anh ấy." Balotelli đã trao đổi số áo đội với đồng đội Greg Cunningham để anh ấy có thể tiếp tục mặc áo số 45.
Vào ngày 19 tháng 8 năm 2010, Balotelli vào sân thay người ghi bàn trong trận ra mắt với đội bóng Romania Politehnica Timișoara trong chiến thắng 1–0 trên sân khách tại UEFA Europa League ,  nhưng trong trận đấu, anh bị thương ở sụn chêm bên phải ở đầu gối phải. và vào ngày 8 tháng 9, anh đã trải qua cuộc phẫu thuật khiến anh phải nghỉ đến tháng 10.  Balotelli cuối cùng đã có trận ra mắt tại Premier League vào ngày 24 tháng 10 với tư cách là người thay thế trong trận thua 3–0 trên sân nhà trước Arsenal ,  sau đó có trận đầu tiên tại Premier League vào ngày 30 tháng 10 trong trận thua 2–1 trước Wolverhampton Wanderers . Balotelli ghi bàn thắng đầu tiên và thứ hai tại Premier League vào ngày 7 tháng 11 trong chiến thắng 2–0 trên sân khách trước West Bromwich Albion .  Trong cùng một trận đấu, Balotelli đã nhận một thẻ đỏ vì hành vi bạo lực do va chạm với Youssuf Mulumbu , người mà người quản lý của anh ấy là Roberto Mancini mô tả là không công bằng.  Balotelli ghi hai trong ba bàn đầu tiên của Man City trong chiến thắng 3–0 trước Red Bull Salzburg trong trận đấu vòng bảng Europa League của Manchester City.
Vào ngày 21 tháng 12 năm 2010, Balotelli đã giành được Giải thưởng Cậu bé vàng , chỉ có một trong những người chiến thắng trong quá khứ xuất sắc hơn anh một chút: Lionel Messi . Anh ấy cũng tuyên bố không biết về Jack Wilshere của Arsenal , cầu thủ mà anh ấy suýt đánh bại để giành giải thưởng.  Vào ngày 28 tháng 12, Balotelli ghi hat-trick đầu tiên ở Premier League trong chiến thắng 4–0 trước Aston Villa .  Bất chấp thành công này, Balotelli vẫn gặp vấn đề về kỷ luật, và vào tháng 3 năm 2011, anh bị đuổi khỏi sân trong trận lượt về của Manchester City tại Europa League với Dynamo Kyiv .  Vào ngày 14 tháng 5, Balotelli được mệnh danh là cầu thủ xuất sắc nhất trận đấu trong trận Chung kết FA Cup 2011khi Manchester City đánh bại Stoke City 1–0 để giành chiếc cúp đầu tiên sau 35 năm.

#### Mùa giải 2011–12: Vô địch Premier League
—Roberto Mancini, huấn luyện viên của Balotelli tại Inter Milan và Manchester City vào tháng 10 năm 2011
Balotelli ghi bàn thắng đầu tiên của anh trong chiến dịch 2011–12 trong chiến thắng 2–0 League Cup trước Birmingham City . Anh ấy tiếp nối điều này với bàn thắng mở tỷ số vào lưới Everton ba ngày sau đó. Vào ngày 1 tháng 10 năm 2011, anh ghi bàn thắng thứ ba trong nhiều trận đấu trong chiến thắng 4–0 trước Blackburn Rovers . Balotelli ghi hai bàn mở tỷ số và buộc Jonny Evans bị sa thải khi Man City đánh bại Manchester United 6–1 tại Old Trafford vào ngày 23 tháng 10 trong trận đấu sẽ chứng tỏ đây là trận đấu quyết định giúp Manchester City giành chức vô địch Premier League. Balotelli đã có trận ra mắt UEFA Champions League cho Man City vào ngày 2 tháng 11 trong trận lượt về với Villarreal . Anh ghi bàn trên chấm phạt đền gần cuối hiệp một, bàn thắng đầu tiên tại Champions League cho Man City và là bàn thắng thứ bảy trong mùa giải.  Vào ngày 27 tháng 11, Balotelli vào sân thay người ở phút 65 trong trận đấu với Liverpool và bị đuổi khỏi sân sau hai thẻ vàng.  Balotelli ghi bàn bằng vai phải trong chiến thắng 5–1 của Man City trước Norwich City vào ngày 3 tháng 12.  Anh đưa Man City vượt lên dẫn trước Chelsea 1–0 tại Stamford Bridge chỉ sau hai phút vào ngày 12 tháng 12, mặc dù Chelsea đã tập hợp để giành chiến thắng 2-1. 

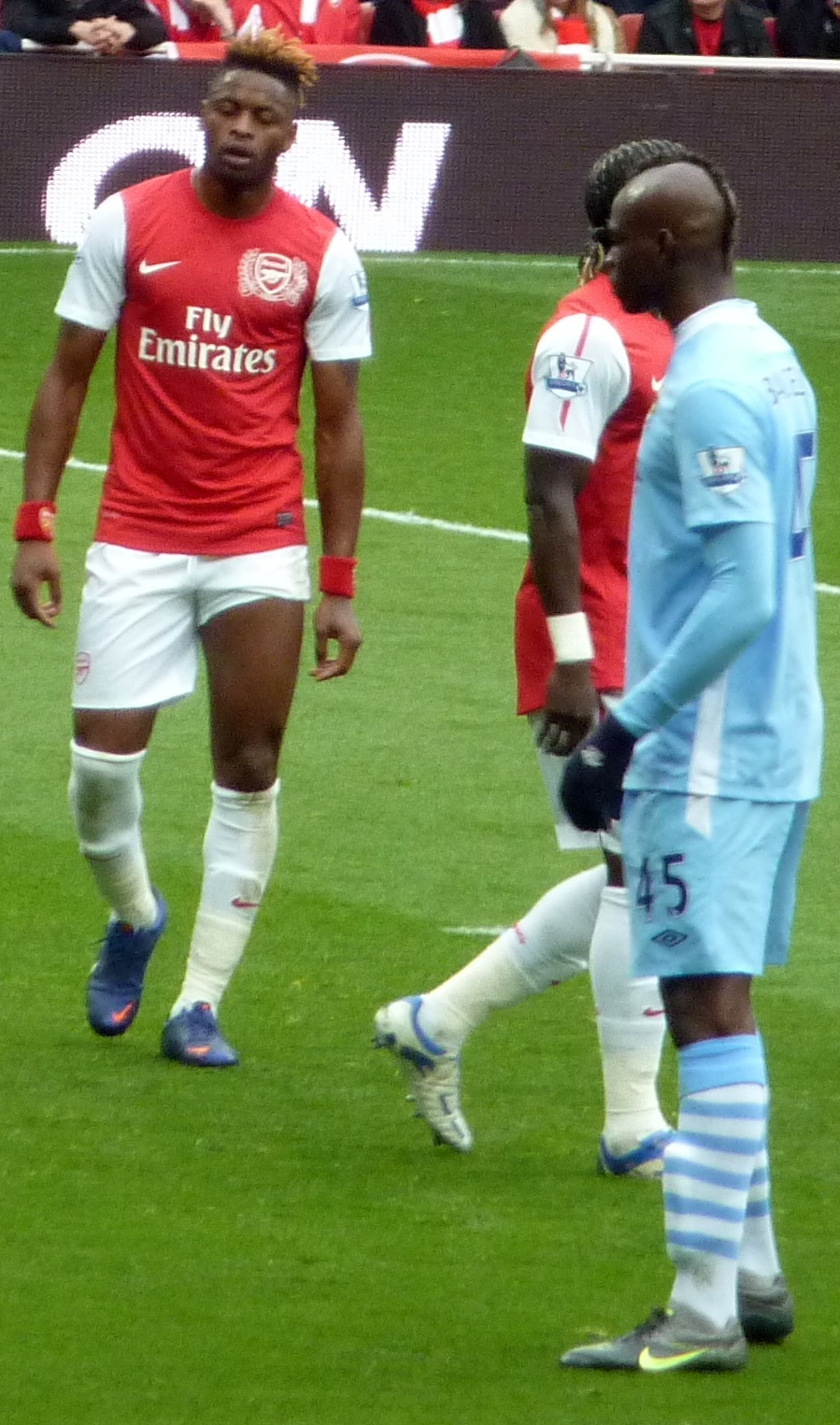
Balotelli (phải) với Alex Song và Bacary Sagna tháng 4 năm 2012.

Vào ngày 22 tháng 1 năm 2012, Balotelli được tung vào sân thay thế trong trận đấu với Tottenham Hotspur . Anh ta đã xuất hiện để giẫm lên Scott Parker trong trận đấu với Tottenham, nhưng, đã bị phạt thẻ, không nhận được thẻ vàng thứ hai từ trọng tài Howard Webb , người không nhìn thấy vụ việc.  Balotelli sau đó ghi bàn thắng đầu tiên của mình trong năm 2012, một quả phạt đền ở phút bù giờ đã mang về chiến thắng 3–2 cho Man City.  Anh ta bị buộc tội có hành vi bạo lực vì cú đá với Scott Parker và bị treo giò bốn trận, ba trận vì hành vi bạo lực và một trận vì lần thứ hai bị đuổi khỏi sân.  Vào ngày 25 tháng 2, Balotelli ghi bàn thắng thứ 10 của anh trong mùa giải trong chiến thắng 3–0 trên sân nhà trước Blackburn. Anh ấy đã ghi bàn một lần nữa trong trận đấu sau đó trong chiến thắng 2–0 trước Bolton Wanderers .  Vào ngày 31 tháng 3, Balotelli ghi hai bàn giúp Man City hòa 3–3 trên sân nhà trước Sunderland . Tuy nhiên, Balotelli đã bị chỉ trích vì hành động của anh ấy trong trận đấu sau khi tranh cãi với Aleksandar Kolarov trong một tình huống đá phạt. Roberto Mancini tuyên bố sau trận đấu, ông đã cân nhắc thay thế Balotelli khi trận đấu diễn ra chỉ năm phút.  Vào ngày 8 tháng 4 năm 2012, Balotelli nhận thẻ đỏ thứ tư trong mùa giải sau khi nhận thẻ vàng thứ hai trong trận đấu vì pha vào bóng với Bacary Sagna trong trận thua 1-0 của Man City trước Arsenal vào tháng 4 năm 2012. Balotelli bị cấm thi đấu ba trận (một vì hai thẻ vàng và hai vì hai thẻ đỏ trước đó trong cùng một mùa giải).  Sau trận đấu với Arsenal, Mancini dường như cuối cùng đã mất kiên nhẫn với Balotelli, cho thấy Balotelli sẽ không chơi bất kỳ phần nào trong phần còn lại của mùa giải của Man City và bị câu lạc bộ bán.  Mặc dù vậy, Balotelli vẫn xuất hiện với tư cách là người thay thế muộn trong trận đấu cuối cùng của mùa giải, trận đấu quyết định danh hiệu với Queens Park Rangers . Balotelli kiến tạo cho tiền đạo Sergio Agüero , người đã ghi bàn ở phút thứ 94 để mang về cho Man City chức vô địch đầu tiên kể từ năm 1968.

#### Mùa giải 2012–13
Vào tháng 12 năm 2012, Balotelli quyết định chống lại quyết định của Manchester City khi phạt anh hai tuần lương vì kỷ luật kém cỏi của anh ở mùa giải trước bằng cách đưa câu lạc bộ của anh ra tòa án Premier League. Balotelli đã bỏ lỡ 11 trận đấu trong nước và ở châu Âu mùa trước vì án treo giò. Chỉ còn chưa đầy một ngày nữa là bắt đầu phiên điều trần, Balotelli đã từ bỏ hành động của tòa án và chấp nhận nộp phạt.

### Milan

#### Mùa giải 2012–13

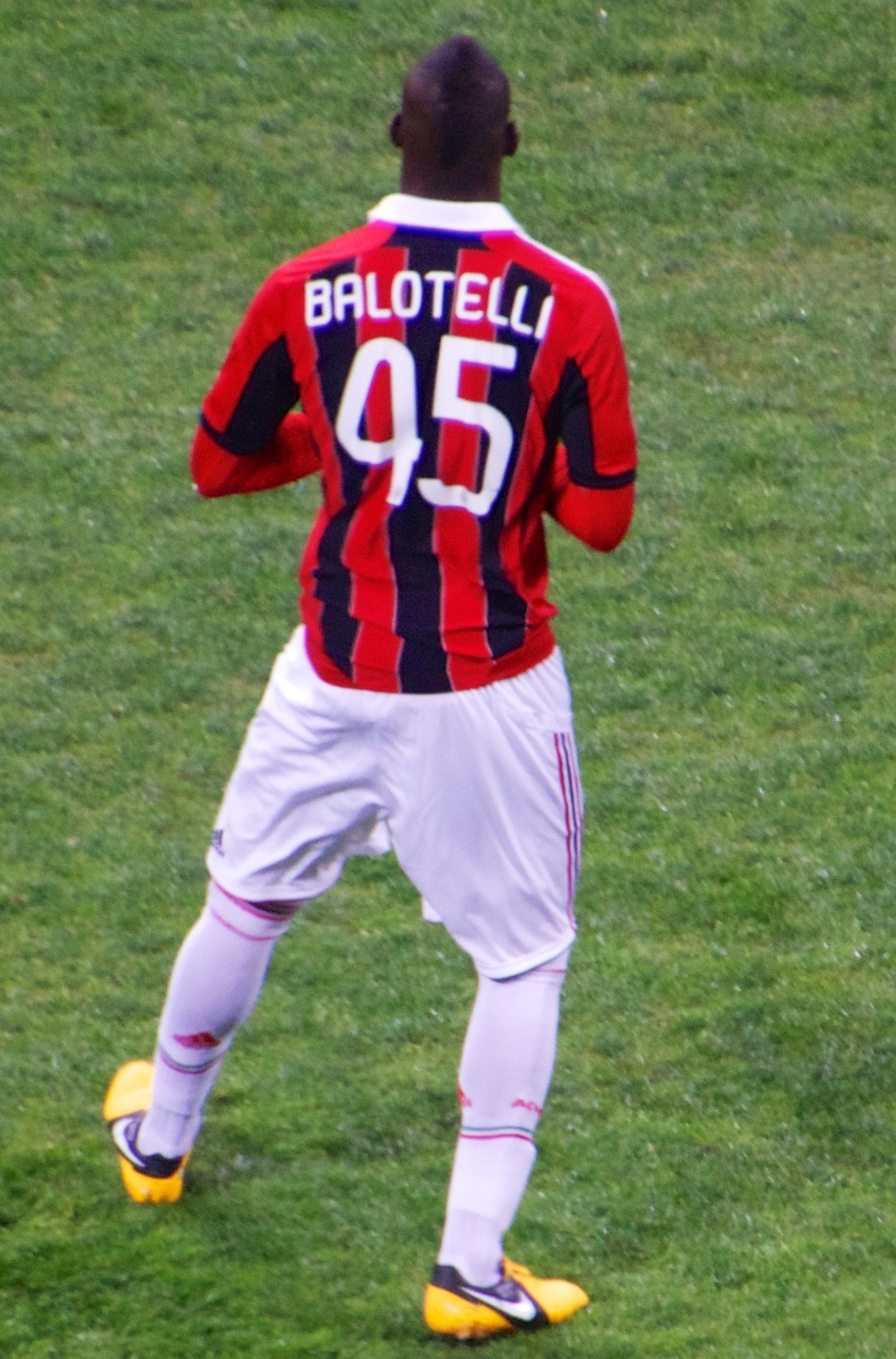
Balotelli chơi cho Milan năm 2013.

Vào ngày 29 tháng 1 năm 2013, giám đốc tổ chức của Milan, Umberto Gandini, thông báo rằng câu lạc bộ đã đồng ý ký hợp đồng với Balotelli từ Manchester City theo hợp đồng 4 năm rưỡi được đồn đại là trị giá 20 triệu euro cộng với tiền thưởng và các tiện ích bổ sung. Huấn luyện viên của Manchester City lúc đó là Roberto Mancini gợi ý rằng ông ấy nên trừng phạt việc bán Balotelli cho Milan vì lợi ích của cầu thủ này, mô tả tiền đạo này là "giống như một đứa con khác của tôi" và nói rằng Balotelli có thể trở thành một trong những cầu thủ xuất sắc nhất thế giới khi được khôi phục lại Serie A. Vào ngày 31 tháng 1 năm 2013, những gã khổng lồ của Serie A hoàn tất việc ký hợp đồng, và Balotelli được trao chiếc áo số 45, cùng số áo mà anh đã mặc cho Inter Milan và Manchester City. Phó chủ tịch Milan Adriano Gallianicho biết, "Balotelli ở Rossoneri là một giấc mơ đã thành hiện thực. Đó là một vụ chuyển nhượng mà tất cả mọi người đều mong muốn: câu lạc bộ, chủ tịch và người hâm mộ." Balotelli được tiếp đón nồng nhiệt khi trở lại Milan. Sự xuất hiện của anh ấy đã chứng kiến một số người hâm mộ xô xát với cảnh sát và một cảnh sát đã được đưa đến bệnh viện với vết thương ở đầu. Người ta nói rằng việc ký hợp đồng với Balotelli của Silvio Berlusconi sẽ giúp anh ấy có thêm phiếu bầu trong cuộc tổng tuyển cử năm 2013 ở Ý.
Vào ngày 3 tháng 2 năm 2013, Balotelli có trận ra mắt Milan và ghi hai bàn thắng, trong đó có một quả phạt đền ở phút cuối, để mang về chiến thắng 2-1 trước Udinese. Trận thắng đã nâng Milan lên vị trí thứ 4 trên BXH, hơn Inter Milan về hiệu số bàn thắng bại. Trong hai trận đấu tiếp theo, Balotelli ghi hai bàn, trong đó có cú sút phạt từ cự ly 30 mét (27 m) vào lưới Parma. Với bàn thắng đó, anh đã cân bằng kỷ lục ghi bốn bàn của Oliver Bierhoff trong ba trận đầu tiên cho Milan. Trong lần ra sân thứ năm, Balotelli ra sân thay người trong trận gặp Genoa và ghi bàn thắng thứ năm cho câu lạc bộ mới của anh ấy. Trong trận đấu với Palermo, Balotelli tiếp tục chuỗi trận ghi bàn ấn tượng của mình với hai bàn thắng nữa, một từ quả phạt đền và một từ quả tạt của M'Baye Niang. Balotelli sau đó ghi bốn bàn trong ba trận liên tiếp: một vào lưới Catania, một vào lưới Torino và hai vào lưới Pescara. Vào ngày 12 tháng 5 năm 2013, Balotelli đã bị một số cổ động viên Roma hô hào phân biệt chủng tộc, khiến trận đấu bị trọng tài Gianluca Rocchi tạm dừng trong vài phút , trong trận hòa 0–0 trên sân khách.
Trong trận đấu cuối cùng của mùa giải, Balotelli đã ghi bàn thắng thứ 12 trong 13 trận đấu cho Milan khi đội bóng đánh bại Siena để giành quyền tham dự UEFA Champions League 2013–14. Anh kết thúc mùa giải đầu tiên với Milan với 12 bàn thắng sau 13 lần ra sân khi Milan đứng thứ ba ở Serie A.

#### Mùa giải 2013–14
Vào ngày 22 tháng 9 năm 2013, Balotelli lần đầu tiên sút hỏng quả phạt đền trong một trận đấu thi đấu sau 22 lần thi đấu với tư cách chuyên nghiệp. Pepe Reina dừng nỗ lực khi Milan thua Napoli 2-1 .  Trong trận đấu với Catania vào ngày 1 tháng 12, Balotelli cáo buộc đối thủ Nicolás Spolli lạm dụng chủng tộc đối với anh, nhưng không có đủ bằng chứng để thực hiện bất kỳ hành động nào.  Tuần sau, Balotelli ghi hai bàn thắng trong trận hòa 2–2 với Livorno , trong đó có một cú sút phạt trực tiếp gây ấn tượng ở cự ly 30 m với tốc độ 109 km / h .

### Liverpool

#### Mùa giải 2014–15

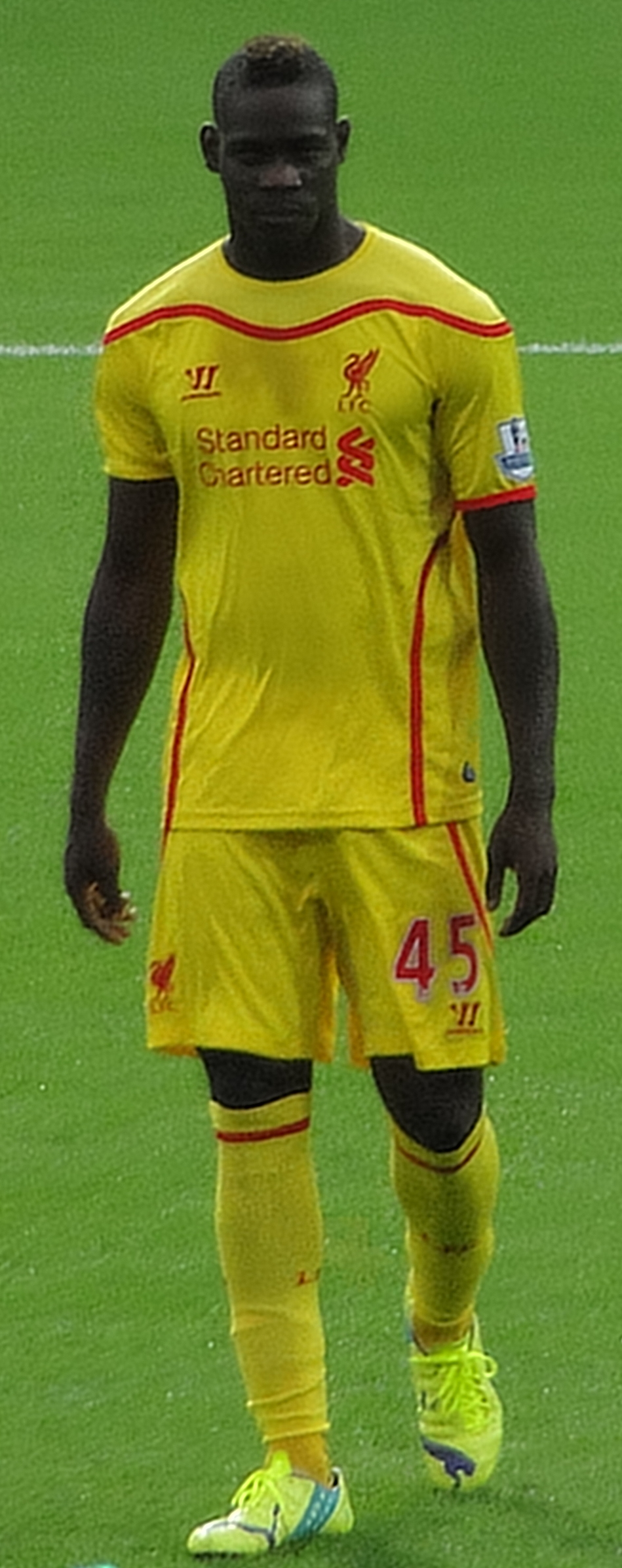
Balotelli chơi cho Liverpool năm 2014.

Vào tháng 8 năm 2014, Balotelli gia nhập Liverpool với mức phí chuyển nhượng 16 triệu bảng để thay thế Luis Suárez sắp ra đi .  Anh có trận ra mắt Liverpool trong trận đấu trên sân khách với Tottenham Hotspur vào ngày 31 tháng 8, trận đấu mà Liverpool thắng 3–0.  Balotelli ghi bàn thắng đầu tiên cho Liverpool vào ngày 16 tháng 9, mở ra chiến thắng 2-1 trên Anfield trước Ludogorets Razgrad ở vòng bảng UEFA Champions League 2014–15 .  Trong trận đấu cùng giờ vào ngày 22 tháng 10 với Real Madrid , Balotelli đã bị huấn luyện viên Brendan Rodgers chỉ trích.vì đổi áo với đối thủ Pepe trong hiệp một, nói rằng, "Đó là điều không xảy ra ở đây và không nên xảy ra ở đây."
Vào ngày 18 tháng 12 năm 2014, Balotelli bị treo giò một trận và bị phạt 25.000 bảng Anh vì đăng một hình ảnh lên mạng xã hội có nội dung bài Do Thái và phân biệt chủng tộc.
Bàn thắng đầu tiên của Balotelli ở Premier League cho Liverpool là ở lần ra sân thứ 13 của anh ấy, vào ngày 10 tháng 2 năm 2015, một bàn thắng ở phút 83 trong chiến thắng 3–2 trước Tottenham Hotspur tại Anfield , chín phút sau khi vào thay Daniel Sturridge .  Anh chỉ ghi 4 bàn sau 28 lần ra sân và vào cuối mùa giải và bị nhiều người đánh giá là một trong những bản hợp đồng tệ nhất mùa giải.

#### Trở lại Milan dưới dạng cho mượn
Vào ngày 27 tháng 8 năm 2015, Balotelli trở lại Milan theo hợp đồng cho mượn kéo dài một mùa giải.  Vào ngày 22 tháng 9, anh ghi bàn thắng đầu tiên sau khi trở lại Milan trong trận đấu thứ ba để mở tỉ số ở phút thứ năm từ một quả đá phạt ở cự ly 25 mét trước Udinese trong chiến thắng 3–2 trên sân khách.  Tuy nhiên, một tuần sau, anh bị chấn thương háng trong trận thua 1–0 trước Genoa vào ngày 27 tháng 9, cần phải phẫu thuật và phải nghỉ thi đấu 3 tháng. Anh ấy trở lại hành động, vào sân thay người vào ngày 17 tháng 1 năm 2016 trong chiến thắng 2–0 trên sân nhà trước Fiorentina, trước khi ghi bàn thắng duy nhất từ chấm phạt đền chín ngày sau trong trận bán kết đầu tiên của Coppa Italiachống lại Alessandria khi anh giúp Milan lọt vào trận chung kết của giải đấu. Vào ngày 1 tháng 5, anh đã cản phá được quả phạt đền trong trận hòa 3–3 trên sân nhà trước Frosinone , trận đấu mà anh đã bị đối thủ Mirko Gori chế giễu. Balotelli kết thúc mùa giải với chỉ 1 bàn thắng sau 20 lần ra sân tại giải đấu khi Milan kết thúc mùa giải ở vị trí thứ bảy, một lần nữa không đủ điều kiện tham dự châu Âu sau thất bại 0-1 trước Juventus trong trận Chung kết Coppa Italia 2016.
Balotelli trở lại Liverpool vào giữa năm 2016, nhưng không có tương lai dưới thời tân huấn luyện viên Jürgen Klopp, người đã chọn không đưa anh ấy vào tour du đấu trước mùa giải của Liverpool đến Hoa Kỳ hoặc bất kỳ trận giao hữu nào khác của câu lạc bộ.

### Nice

#### Mùa giải 2016–17

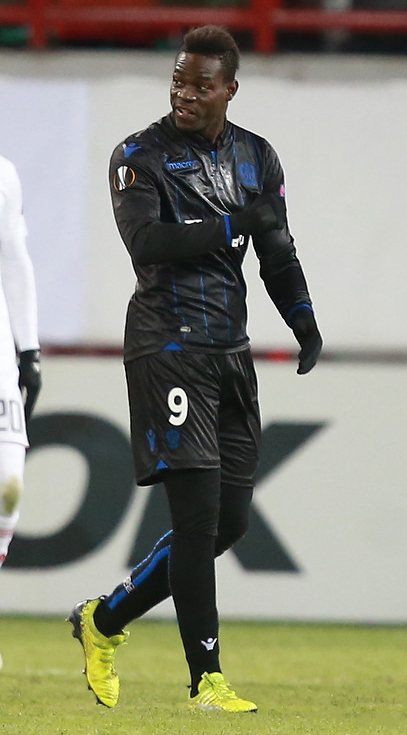
Balotelli chơi cho Nice vào tháng 2 năm 2018

Ngày 31 tháng 8 năm 2016, ngày cuối cùng của thị trường chuyển nhượng châu Âu, Mario Balotelli đã chuyển từ Liverpool đến OGC Nice ở Ligue 1 theo bản hợp đồng có thời hạn 1 năm. Trong một cuộc phỏng vấn trước trận ra mắt Nice vào ngày 11 tháng 9, Balotelli nói với Canal Plus rằng gia nhập Liverpool vào mùa hè năm 2014 là "sai lầm tồi tệ nhất trong cuộc đời anh" và Brendan Rodgers và Jürgen Klopp (hai HLV Liverpool trong Thời gian của Balotelli ở câu lạc bộ) không gây được ấn tượng tốt với anh ấy và anh ấy cũng không hòa hợp với họ.  Anh có trận ra mắt cho Nice, bắt đầu trong trận đấu trên sân nhà tại Ligue 1 với Marseille , chuyển đổi một quả phạt đền ở phút thứ 7 và ghi bàn bằng đầu từ quả tạt của Ricardo ở phút 78 giúp Nice giành chiến thắng với tỷ số 3–2.  Vào ngày 21 tháng 9, Balotelli, chỉ trong lần xuất hiện thứ hai tại Ligue 1, lập cú đúp khác ở các phút 30 và 68 khi Nice đánh bại Monaco với tỷ số 4–0 trong trận derby Azurean tại Allianz Riviera để lên đỉnh Ligue 1. Không có cầu thủ nào khác ghi được bốn bàn trong hai trận đầu tiên tại Ligue 1 trong 25 năm qua. Vào ngày 29 tháng 9, Balotelli ghi bàn thắng thứ năm chỉ sau bốn trận thi đấu cho Nice khi anh tung cú sút chân phải từ bên ngoài vòng cấm ở phút thứ 43 sau pha kiến tạo của Malang Sarr trong một trận đấu.Trận đấu tại bảng I UEFA Europa League 2016–17 gặp Krasnodar trong trận thua chung cuộc 5–2 trên sân khách. Đó là bàn thắng đầu tiên của anh ấy trong một cuộc thi cấp câu lạc bộ của UEFA kể từ tháng 2 năm 2015, khi anh ấy ghi bàn cho Liverpool trước Beşiktaş ở vòng 32 của giai đoạn loại trực tiếp UEFA Europa League 2014–15. Vào ngày 2 tháng 10, Balotelli ghi bàn thắng quyết định ở phút thứ 86 bằng cách tung một cú đá cực mạnh từ rìa vòng cấm vào góc cao bên phải khi Nice đánh bại Lorient 2–1 trong một trận đấu trên sân nhà tại Ligue 1, trong đó anh ta nhận thẻ vàng vì cởi áo ăn mừng bàn thắng của mình và sau đó bị đuổi khỏi sân ở phút bù giờ sau khi nhận thẻ vàng thứ hai, gây tranh cãi sau một pha lộn xộn với Lorient. Steven Moreira , nơi không có cầu thủ nào có vẻ làm điều gì sai trái. Thẻ đỏ của Balotelli được hủy bỏ bốn ngày sau đó sau khi trọng tài Olivier Thual thừa nhận anh ta đã phạm lỗi khi rút thẻ vàng thứ hai cho Balotelli và Ủy ban kỷ luật của Liên đoàn bóng đá Pháp đã quyết định hủy bỏ thẻ vàng thứ hai của anh ta, do đó cho phép anh ta sẵn sàng cho trận đấu giải đấu sau. Vào ngày 21 tháng 12, anh nhận thẻ đỏ chính thức đầu tiên trong màu áo Nice trong trận hòa 0–0 Ligue 1 với Bordeaux vì đã đá vào người Igor Lewczuk.
Vào ngày 20 tháng 1 năm 2017, sau trận hòa 1-1 tại Ligue 1 trước Bastia , Balotelli tuyên bố trên Instagram rằng anh là nạn nhân của hành vi lạm dụng phân biệt chủng tộc khi người hâm mộ của câu lạc bộ Corsican bị cáo buộc đã tạo ra tiếng động khỉ hướng vào anh trong trận đấu và ngay trước khi bắt đầu. của trận đấu. Vào ngày hôm sau, Alassane Pléa (đồng đội của Balotelli tại Nice) xác nhận rằng anh đã nghe thấy tiếng khỉ kêu thẳng vào Balotelli. Ligue de Football Professionnel (LFP) đã thông báo một cuộc điều tra về những cáo buộc của Balotelli. Vào ngày 18 tháng 2 năm 2017, Balotelli một lần nữa bị đuổi khỏi sân, lần này là trong trận đấu thứ 14 tại Ligue 1, chiến thắng 1–0 trước Lorient. Anh nhận thẻ đỏ trực tiếp trong hiệp hai vì xúc phạm trọng tài Tony Chapron bằng tiếng Anh.  Ban kỷ luật của Ligue 1 đưa ra án phạt cấm thi đấu hai trận (trận đấu thứ hai là lệnh cấm treo giò sẽ được thực hiện trong trường hợp Balotelli có thêm bất kỳ hành vi sai trái nào) vào ngày 23 tháng 2. Cùng ngày, ủy ban kỷ luật của Ligue 1 đã ra lệnh cho Bastia đóng cửa một phần sân vận động của họ trong ba trận đấu và áp dụng một điểm trừ đình chỉ đối với họ vì "hành vi của những người ủng hộ SC Bastia - hét lên với hàm ý phân biệt chủng tộc đối với Balotelli, sử dụng của các thiết bị bắn pháo hoa và sự xâm nhập của những người ủng hộ ở rìa sân ".  Vào ngày 10 tháng 3 năm 2017, Balotelli đạt 10 bàn thắng tại Ligue 1 cho mùa giải, ghi bàn trong trận hòa 2–2 với Caen .

#### Mùa giải 2017–18
Vào ngày 25 tháng 6 năm 2017, Balotelli đã ký hợp đồng gia hạn một năm với Nice.  Vào ngày 26 tháng 7, anh chơi trận đầu tiên trong mùa giải ở lượt đi vòng sơ loại UEFA Champions League của Nice, trong đó anh ghi bàn trong trận hòa 1-1 trước Ajax.
Balotelli kết thúc mùa giải với 18 bàn thắng trong sự nghiệp và 8 bàn thắng khác trên tất cả các giải đấu khác. Phong độ mạnh mẽ của anh ấy đã giúp anh ấy được triệu tập trở lại đội tuyển quốc gia Ý lần đầu tiên kể từ FIFA World Cup 2014 bốn năm trước.

#### Mùa giải 2018–19
Vào ngày 20 tháng 8 năm 2018, Balotelli tái ký với Nice theo bản hợp đồng có thời hạn một năm thứ ba liên tiếp sau khi chuyển đến đối thủ Marseille hồi đầu mùa hè.
Bất chấp việc ký hợp đồng mới với câu lạc bộ Cote d'Azur , Balotelli đã xuất hiện muộn và không có phong độ để tập luyện trước mùa giải, và không chơi ba trận đầu tiên của giải đấu do bị tòa án treo giò. Phong độ khó khăn của anh ấy vào đầu mùa giải, cũng như mâu thuẫn ngày càng tăng của anh ấy với tân huấn luyện viên Patrick Vieira , đã khiến Balotelli bị loại khỏi đội hình chính sau 10 lần ra sân ở giải VĐQG.  Vieira sau đó thông báo rằng Balotelli sẽ không gia hạn hợp đồng với Nice và anh ấy có khả năng sẽ ra đi trong kỳ chuyển nhượng tháng Giêng.

### Marseille
Vào ngày 23 tháng 1 năm 2019, Balotelli chấm dứt hợp đồng với Nice và ký hợp đồng đến cuối mùa giải với Marseille. Vào ngày 25 tháng 1, anh có trận ra mắt câu lạc bộ khi vào sân thay người ở phút 74 trước Lille trên sân nhà, sau đó cũng ghi bàn thắng đầu tiên ở phút bù giờ cuối cùng của trận chung kết 2-1. thua. Anh ghi bàn thắng thứ tư tại giải đấu vào ngày 3 tháng 3, một cú vô lê nhào lộn trong chiến thắng 2–0 trên sân nhà trước Saint-Étienne . Anh ấy đã ăn mừng bàn thắng bằng cách tạo một câu chuyện Instagram trên sân cỏ từ điện thoại di động của mình. Vào ngày 30 tháng 3, anh trở thành tay vợt đầu tiên kể từ Josip Skoblarvào cuối những năm 1960 để ghi bàn trong mỗi năm trận sân nhà đầu tiên của anh ấy cho Marseille ở Ligue 1.

### Brescia
Vào ngày 18 tháng 8 năm 2019, Balotelli đã ký "hợp đồng nhiều năm" với câu lạc bộ quê hương của anh ấy Brescia theo dạng chuyển nhượng tự do. Anh ấy đã ký hợp đồng với mức lương cơ bản là 1,5 triệu euro trước tiền thưởng trong một năm, với một sự gia hạn tự động nếu câu lạc bộ tránh xuống hạng.
Vào ngày 24 tháng 9 năm 2019, Balotelli có trận ra mắt câu lạc bộ trong trận thua 2–1 trên sân nhà trước Juventus . Anh ấy đã không thể thi đấu trước đó do án treo giò 4 trận mà anh ấy nhận được khi ở Marseille vì một thử thách hấp tấp trước Montpellier .  Vào ngày 29 tháng 9, anh ghi bàn thắng đầu tiên cho câu lạc bộ trong trận thua 2-1 trên sân khách trước Napoli.  Vào ngày 3 tháng 11 năm 2019, Balotelli đã bị một số người trong Hellas Verona chỉ trích phân biệt chủng tộcngười hâm mộ, khiến anh ta nhặt bóng ở phút 54 và sút vào đám đông. Anh ấy bắt đầu bỏ đi khi trận đấu tạm dừng trong vài phút, nhưng anh ấy đã được các cầu thủ của cả hai bên thuyết phục ở lại sân. Anh tiếp tục ghi bàn ở phút 85 trong trận thua 2–1 trên sân khách.
Balotelli đã ghi bàn thắng duy nhất của Brescia trong trận thua 1-2 trước Lazio vào ngày 5 tháng 1 năm 2020. Trong trận đấu, anh một lần nữa trở thành đối tượng của những lời chế nhạo phân biệt chủng tộc từ cơ sở người hâm mộ đối phương và sau đó Balotelli đã lên mạng xã hội để lên án các cuộc tấn công.  Serie A phát hiện những người ủng hộ Lazio phạm tội lạm dụng chủng tộc nhưng chỉ phạt câu lạc bộ 20.000 € và họ tránh được hình phạt nghiêm trọng hơn bằng cách không áp dụng lệnh cấm thi đấu đối với họ.
Brescia đã xuống hạng Serie B vào cuối mùa giải Serie A 2019–20 , do đó tùy chọn gia hạn tự động trong hợp đồng của anh ấy không được kích hoạt và hợp đồng cuối cùng đã bị chấm dứt sau khi Balotelli liên tục bỏ lỡ buổi tập vào tháng 6 và tháng 7 năm 2020.
Vào tháng 11 năm 2020, Balotelli tập luyện cùng với Franciacorta bên phía Serie D khi đang là cầu thủ tự do.

### Monza
Vào ngày 7 tháng 12 năm 2020, Balotelli chuyển đến đội bóng Serie B Monza theo hợp đồng 7 tháng, tái hợp với đồng đội cũ ở Milan, Kevin-Prince Boateng, huấn luyện viên trưởng Cristian Brocchi, chủ sở hữu câu lạc bộ Silvio Berlusconi, và chủ tịch Adriano Galliani. Balotelli có trận ra mắt đầu tiên vào ngày 30 tháng 12, bắt đầu trong chiến thắng 3–0 trước đội dẫn đầu giải đấu Salernitana và ghi bàn trong lần chạm đầu tiên ở phút thứ 4. Vào ngày 1 tháng 5 năm 2021, sau khi phải ngồi ngoài gần một tháng, Balotelli lập một cú đúp vào lưới Salernitana. Anh ấy vào sân ở phút thứ 80 và ghi bàn trong lần chạm bóng đầu tiên của anh ấy trong trận đấu sau chưa đầy một phút, và nhân đôi số điểm của mình trong phút đầu tiên của thời gian bổ sung.

### Adana Demirspor
Vào ngày 7 tháng 7 năm 2021, Balotelli gia nhập câu lạc bộ mới thăng hạng của Thổ Nhĩ Kỳ Süper Lig Adana Demirspor .

## Sự nghiệp quốc tế

### Đội trẻ
Balotelli đã không thể trả lời các cuộc gọi vào đội tuyển quốc gia Ý dưới 15 tuổi và dưới 17 tuổi vì anh ấy vẫn được coi là một người nhập cư Ghana.
Vào ngày 7 tháng 8 năm 2007, năm ngày trước sinh nhật lần thứ 17 của mình, Balotelli nhận được cuộc gọi quốc tế đầu tiên của anh ấy cho Ghana từ huấn luyện viên Claude Le Roy của họ cho trận giao hữu với Senegal tại sân vận động New Den ở London, Anh, vào ngày 21 tháng 8 năm 2007.  Anh ấy từ chối lời đề nghị, một lần nữa với lý do anh ấy sẵn sàng chơi cho Italia khi đủ điều kiện.  Anh cũng bày tỏ sự sẵn sàng đại diện cho Ý ở cấp độ quốc tế sau khi có hộ chiếu Ý.

Huấn luyện viên trưởng đội U21 Ý Pierluigi Casiraghi đã thông báo ý định gọi Balotelli lên tuyển khi anh nhập quốc tịch Ý. Vào ngày 13 tháng 8 năm 2008, Balotelli cuối cùng đã được nhập quốc tịch Ý. 
Điều này thậm chí còn thú vị hơn so với việc ra mắt ở Serie A. Món quà sinh nhật tuyệt vời nhất mà tôi có thể nhận được bây giờ sẽ là một cuộc gọi gia nhập đội tuyển Ý, mặc dù tôi rất vui khi được chơi cho đội U21.

-  Mario Balotelli

### Đội tuyển quốc gia
Vào ngày 10 tháng 8 năm 2010, Balotelli có trận đấu đầu tiên cho đội tuyển Ý , nằm trong đội hình được huấn luyện viên trưởng mới Cesare Prandelli công bố , trong trận giao hữu với Bờ Biển Ngà , trận đấu đầu tiên của Ý sau World Cup 2010. Trong trận đấu đó, anh đá chính cùng với tiền đạo Amauri và tiền đạo Antonio Cassano trong trận thua 1–0. Vào ngày 11 tháng 11 năm 2011, Balotelli ghi bàn thắng quốc tế đầu tiên trong chiến thắng 2–0 trước Ba Lan tại Stadion Miejski ở Wrocław, Ba Lan, cũng là bàn thắng thứ hai của Ý trong trận đấu.

### UEFA Euro 2012

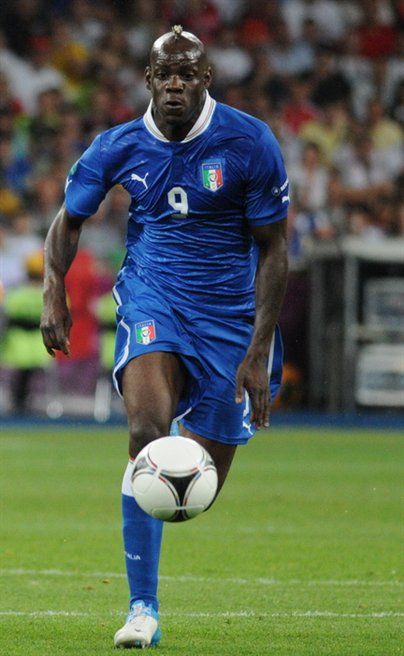
Balotelli thi đấu cho Ý trong trận tứ kết với Anh tại UEFA Euro 2012.

Trước giải đấu ở Ba Lan và Ukraine, Balotelli đã được một tờ báo phỏng vấn về nạn phân biệt chủng tộc giữa các cổ động viên nước chủ nhà. Trong cuộc phỏng vấn, Balotelli nhắc lại lời đe dọa sẽ rời sân nếu bất kỳ CĐV đối lập nào lạm dụng chủng tộc đối với anh ấy theo bất kỳ cách nào, và nói rằng anh ấy sẽ "giết" bất cứ ai ném chuối vào anh ấy. Anh ấy nói về nỗi sợ hãi ngày càng tăng của mình rằng các cầu thủ da đen sẽ là mục tiêu của những kẻ phân biệt chủng tộc và anh ấy từ chối chấp nhận phân biệt chủng tộc dưới mọi hình thức, nói về kinh nghiệm phân biệt chủng tộc trong quá khứ của anh ấy trong bóng đá, đặc biệt là trong thời gian anh ấy chơi ở Serie A cho Inter Milan. Trong quá trình xây dựng giải đấu, huấn luyện viên Roberto Mancini của Manchester City đã nhiều lần bảo vệ Balotelli, nhưng ông và cầu thủ bóng đá Daniele De Rossi tin rằng Balotelli sẽ cần phải trưởng thành và trưởng thành hơn nếu anh ấy trở thành trung tâm của sự thành công trong tương lai của Italia.
Vào ngày 10 tháng 6 năm 2012, Balotelli cũng trở thành cầu thủ da đen đầu tiên ra sân cho đội tuyển Ý trong một giải đấu lớn (Giải vô địch châu Âu hoặc FIFA World Cup) trong trận hòa 1-1 trước Tây Ban Nha, trận đấu đầu tiên của Ý tại UEFA Euro 2012. Ý và Tây Ban Nha sau đó đã đấu với nhau lần thứ hai trong giải đấu ở Kyiv. Trong trận hòa 1-1, Balotelli không tạo ra được tác động nào và anh ấy bị thay ra ở phút 56 sau khi bỏ lỡ nhiều cơ hội, trong đó có pha đối mặt với thủ môn người Tây Ban Nha Iker Casillas chỉ vài phút trước khi bị thay ra. Người thay thế anh ấy là Antonio Di Natale, người đã quản lý để ghi bàn thắng quốc tế thứ 11 của mình và đưa Ý dẫn trước trong thời gian anh ấy có mặt trên sân. Với việc Balotelli tiếp tục có phong độ tệ hại cho Italia, người hâm mộ và giới phê bình bắt đầu kêu gọi Di Natale để thay thế "tiền đạo non nớt và khó đoán".
Sau đó trong giải đấu, vào ngày 18 tháng 6 năm 2012, Mario Balotelli ghi bàn thắng đầu tiên trong một giải đấu quốc tế lớn trong chiến thắng 2–0 trước Cộng hòa Ireland. Khi định ăn mừng bàn thắng này, anh lập tức bị đồng đội Leonardo Bonucci cản lại, anh lấy tay bịt miệng Balotelli vì sợ tiền đạo này nói điều gì đó để "gặp rắc rối". Balotelli đã bị Cesare Prandelli tung vào băng ghế dự bị trước trận đấu do không thể hiện được khả năng trong các trận đấu vòng bảng trước đó, vì vậy khi anh bị thay ra ở trận gặp Ireland, người hâm mộ không mong đợi anh sẽ có nhiều ảnh hưởng và màn ăn mừng của anh. mục tiêu của anh ấy ban đầu có thể là hướng đến những người phản đối, những người tin rằng anh ấy có hại cho đội. Balotelli bắt chính trong trận gặp Anh ở tứ kết. Màn trình diễn của anh ấy được mô tả là "lãng phí", nhưng nỗ lực của anh ấy được đánh giá rất cao trong một trận đấu mà anh ấy đã bỏ lỡ nhiều cơ hội. Anh ấy đã ghi quả phạt đền đầu tiên được thực hiện trong loạt đá luân lưu với đồng đội của anh ấy ở Manchester City, Joe Hart .  Vào ngày 28 tháng 6, Balotelli ghi hai bàn trong vòng 40 phút đầu tiên trong cuộc đụng độ ở bán kết của Ý vớiĐức , khi Azzurri giành chiến thắng 2-1 và tiến vào trận chung kết Euro 2012 với các nhà vô địch châu Âu và thế giới Tây Ban Nha.  Sau khi ghi bàn thắng thứ hai trong trận bán kết đó, anh ta xé áo và đứng bất động khi uốn dẻo cơ, phát triển một màn ăn mừng nổi tiếng.  Tiến vào trận chung kết, Balotelli nói rằng Manchester City thành công về danh hiệu có nghĩa là thất bại ở Euro sẽ không báo hiệu một thất bại cá nhân trong mùa giải này. Anh ấy cũng cho biết anh ấy không bị bối rối bởi áp lực mà anh ấy được cho là phải gánh trên vai khi bước vào trận chung kết, với sự kỳ vọng cao mới về anh ấy từ những người ủng hộ quê nhà sau màn trình diễn tuyệt vời của anh ấy trước Đức.
Trong trận đấu với Croatia, Balotelli dính nghi án lạm dụng chủng tộc khiến UEFA phạt Liên đoàn bóng đá Croatia 80.000 euro. Ý bị Tây Ban Nha đánh bại 4–0 trong trận chung kết. Bất chấp thất bại nặng nề, Balotelli được điền tên vào Đội hình tiêu biểu Euro 2012 do màn trình diễn của anh ấy. Với ba bàn thắng, Balotelli kết thúc giải đấu với tư cách Vua phá lưới cùng với năm cầu thủ khác, mặc dù Chiếc giày vàng cuối cùng đã thuộc về Fernando Torres vì pha kiến tạo của anh trong trận chung kết Euro 2012.

### Vòng loại FIFA World Cup 2014
Sau khi lập công tại Euro 2012, Balotelli vẫn là tiền đạo được lựa chọn hàng đầu cho chiến dịch vòng loại FIFA World Cup 2014 của Italia.
Vào ngày 21 tháng 3 năm 2013, Balotelli đã ghi bàn gỡ hòa từ cự ly xa trong trận giao hữu với Brazil tại Stade de Genève. Năm ngày sau, anh ghi cả hai bàn thắng khi Italia đánh bại Malta ở vòng loại World Cup, tiếp tục chuỗi trận ghi bàn sung mãn của anh cho cả câu lạc bộ và quốc gia kể từ khi gia nhập Milan.
Vào ngày 7 tháng 6 năm 2013, Balotelli bị đuổi khỏi sân trong trận hòa 0–0 với Cộng hòa Séc tại Praha. Vào ngày 10 tháng 9 năm 2013, Balotelli ghi bàn thắng quyết định trong trận đấu vòng loại World Cup với Cộng hòa Séc ở Turin, giúp Ý giành được vị trí đầu tiên trong vòng loại của họ và cuối cùng đạt được mục tiêu lọt vào vòng loại World Cup 2014. Balotelli kết thúc chiến dịch vòng loại World Cup 2014 với tư cách là cầu thủ ghi nhiều bàn thắng nhất cho Ý với 5 bàn thắng. Anh cũng là cầu thủ ghi bàn nhiều nhất ở vòng loại của mình, giúp Ý giành chiến thắng trong bảng đấu bất bại của họ.

### FIFA Confederations Cup 2013
Vào ngày 3 tháng 6 năm 2013, Balotelli được điền tên vào danh sách đội tuyển Ý tham dự FIFA Confederations Cup 2013 .  Trong trận mở màn của Ý vào ngày 16 tháng 6, Balotelli ghi bàn thắng muộn, giúp Ý đánh bại Mexico với tỷ số 2-1. Trong trận đấu tiếp theo của Ý với Nhật Bản , Balotelli đã ghi một quả phạt đền để nâng tỉ số lên 3–2 sau khi bị dẫn 2–0 trong hiệp một. Đây cũng là bàn thắng thứ 10 của anh cho Italia, giúp anh trở thành cầu thủ trẻ thứ hai sau Giuseppe Meazza đạt được danh hiệu này. Ý tiếp tục giành chiến thắng với tỷ số 4–3, qua đó lần đầu tiên trong lịch sử họ góp mặt ở bán kết Cúp Liên đoàn các châu lục. Trong trận đấu cuối cùng của Ý với chủ nhà và nhà vô địch cuối cùng là Brazil , Balotelli đã lập công gỡ hòa cho Emanuele Giaccherini bằng một cú đánh gót ngược, mặc dù cuối cùng Ý đã thua 4–2. Trước trận bán kết, Balotelli bị chấn thương đùi khiến anh không thể thi đấu trong phần còn lại của giải đấu.  Ý kết thúc giải đấu ở vị trí thứ ba sau khi đánh bại Uruguay trong trận play-off.

### FIFA World Cup 2014
Vào ngày 1 tháng 6 năm 2014, Balotelli được chọn vào đội tuyển Ý tham dự World Cup 2014.  Trong trận đấu mở màn của giải đấu với Ý, anh ấy đã ghi bàn thắng quyết định của đội trong chiến thắng 2-1 trước Anh vào ngày 14 tháng 6.  Sau trận đấu, Balotelli cho biết lần đầu tiên được chơi ở World Cup là "một cảm giác tuyệt vời để trải nghiệm" và dành bàn thắng cho "vợ tương lai" Fanny Neguesha, người mà anh ấy cuối cùng đã không kết hôn.  Ý thua hai trận tiếp theo và bị loại ở vòng đầu tiên, đứng thứ ba trong bảng đấu. Cesare Prandelli sau đó đã từ chức huấn luyện viên đội tuyển Ý.

### 2014–2018: Hậu World Cup
Dưới thời tân HLV Antonio Conte của Italia, Balotelli chỉ được gọi một lần vào tháng 11 năm 2014 nhưng không thể ra sân lần nào cho ĐT Italia vì chấn thương. Sau một mùa giải mờ nhạt với Milan,  anh đã bị loại khỏi đội hình 23 người của Conte cho UEFA Euro 2016 .
Sau khi Italia không thể vượt qua vòng loại World Cup 2018, Balotelli dự kiến sẽ được huấn luyện viên chăm sóc Luigi Di Biagio gọi cho trận giao hữu tháng 3 năm 2018 của Italia, sau khi thay thế Gian Piero Ventura. Tuy nhiên, Balotelli chính thức bị loại khỏi đội vào ngày 17 tháng 3 năm 2018.
Vào ngày 19 tháng 5 năm 2018, Balotelli được huấn luyện viên mới bổ nhiệm Roberto Mancini triệu tập lần đầu tiên kể từ tháng 11 năm 2014 cho các trận giao hữu của Ý vào tháng 5 và tháng 6 năm 2018. Vào ngày 28 tháng 5, Balotelli có lần đầu tiên khoác áo đội tuyển quốc gia kể từ sau World Cup 2014, ra sân trong trận đấu với Ả Rập Xê Út và ghi bàn mở tỷ số ở phút thứ 20. Sau đó, anh được thay thế ở phút 58 cho Andrea Belotti, người đã ghi bàn thắng thứ hai của trận đấu trong chiến thắng chung cuộc 2–1. Balotelli dành tặng bàn thắng của mình cho đồng đội cũ ở Ý, Davide Astori, người đã qua đời hồi đầu năm.
Vào ngày 24 tháng 1 năm 2022, sau 4 năm vắng bóng ở đội tuyển, Balotelli được huấn luyện viên người Ý Roberto Mancini triệu tập trở lại đội tuyển để tập luyện kéo dài 3 ngày ở Coverciano .

## Phong cách thi đấu

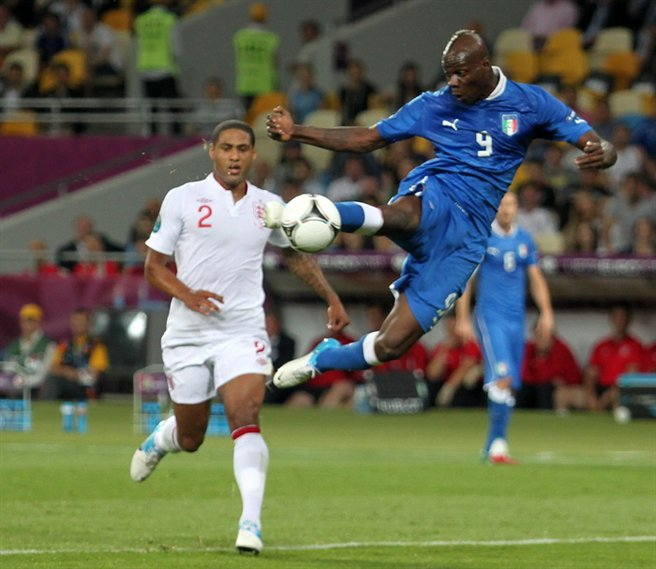
Balotelli đối đầu với đội tuyển Anh tại UEFA Euro 2012.

Nhanh nhẹn, nhanh nhẹn, sáng tạo và mạnh mẽ, Balotelli được đánh giá là có tốc độ, sự tinh tế, sức mạnh thể chất, khả năng kỹ thuật và con mắt ghi bàn. Chiều cao, khả năng không chiến và thể chất của anh ấy cho phép anh ấy vượt trội trên không, và anh ấy có khả năng ghi bàn bằng đầu hoặc bằng chân, từ cả trong hoặc ngoài vòng cấm, mặc dù tự nhiên thuận chân phải. Mặc dù anh ấy thường chơi ở vị trí trung tâm như một tiền đạo chính, anh ấy là một tiền đạo đa năng có khả năng chơi ở bất cứ đâu dọc theo hàng tiền đạo và cũng đã được triển khai như một tiền vệ cánh hoặc như một tiền đạo thứ hai.
Bất chấp tài năng của mình, anh ấy đã bị các nhà quản lý, đồng đội và giới truyền thông chỉ trích nhiều lần vì thái độ thiếu chín chắn và thiếu chín chắn, cũng như anh ấy vì phong trào và thái độ làm việc kém cỏi của anh ấy, không nhất quán, tâm lý, và tính khí dễ thay đổi và hành vi kiêu ngạo trên sân, điều này đã khiến anh ấy thường xuyên phải nhận những lệnh cấm không cần thiết trong suốt sự nghiệp của mình. Balotelli cũng bị buộc tội ăn vạ, và do đó được các đồng đội và giới truyền thông đánh giá là một cầu thủ đầy triển vọng nhưng vô kỷ luật. Nhờ cú sút cực mạnh, Balotelli cũng là một chuyên gia phối hợp, và được coi là một trong những cầu thủ sút phạt giỏi nhất trong bóng đá thế giới, một quan điểm được ủng hộ bởi đồng đội cũ của anh ấy là thủ môn của Manchester City, Joe Hart. Balotelli đã bỏ lỡ quả penalty đầu tiên trong trận gặp Napoli vào ngày 22 tháng 9 năm 2013 khi bị Pepe Reina cản phá, lần đầu tiên sau 22 lần thử sức với tư cách chuyên nghiệp. Tổng cộng, anh ấy đã ghi 38 trong số 43 quả phạt đền được thực hiện.

## Thống kê sự nghiệp

### Câu lạc bộ
Tính đến ngày 21 tháng 12 năm 2024.
| Câu lạc bộ          | Mùa giải            | Giải đấu            | Giải đấu | Giải đấu | Cúp quốc gia | Cúp quốc gia | Cúp liên đoàn | Cúp liên đoàn | Châu lục | Châu lục | Khác | Khác | Tổng cộng | Tổng cộng |
| Câu lạc bộ          | Mùa giải            | Hạng đấu            | Trận     | Bàn      | Trận         | Bàn          | Trận          | Bàn           | Trận     | Bàn      | Trận | Bàn  | Trận      | Bàn       |
| ------------------- | ------------------- | ------------------- | -------- | -------- | ------------ | ------------ | ------------- | ------------- | -------- | -------- | ---- | ---- | --------- | --------- |
| Lumezzane           | 2005–06             | Serie C1            | 2        | 0        | —            | —            | —             | —             | —        | —        | —    | —    | 2         | 0         |
| Inter Milan         | 2007–08             | Serie A             | 11       | 3        | 4            | 4            | —             | —             | 0        | 0        | 0    | 0    | 15        | 7         |
| Inter Milan         | 2008–09             | Serie A             | 22       | 8        | 2            | 0            | —             | —             | 6        | 1        | 1    | 1    | 31        | 10        |
| Inter Milan         | 2009–10             | Serie A             | 26       | 9        | 5            | 1            | —             | —             | 8        | 1        | 1    | 0    | 40        | 11        |
| Inter Milan         | Tổng cộng           | Tổng cộng           | 59       | 20       | 11           | 5            | —             | —             | 14       | 2        | 2    | 1    | 86        | 28        |
| Manchester City     | 2010–11             | Premier League      | 17       | 6        | 5            | 1            | 0             | 0             | 6        | 3        | —    | —    | 28        | 10        |
| Manchester City     | 2011–12             | Premier League      | 23       | 13       | 0            | 0            | 2             | 1             | 6        | 3        | 1    | 0    | 32        | 17        |
| Manchester City     | 2012–13             | Premier League      | 14       | 1        | 1            | 0            | 1             | 1             | 4        | 1        | 0    | 0    | 20        | 3         |
| Manchester City     | Tổng cộng           | Tổng cộng           | 54       | 20       | 6            | 1            | 3             | 2             | 16       | 7        | 1    | 0    | 80        | 30        |
| AC Milan            | 2012–13             | Serie A             | 13       | 12       | 0            | 0            | —             | —             | —        | —        | —    | —    | 13        | 12        |
| AC Milan            | 2013–14             | Serie A             | 30       | 14       | 1            | 1            | —             | —             | 10       | 3        | —    | —    | 41        | 18        |
| AC Milan            | Tổng cộng           | Tổng cộng           | 43       | 26       | 1            | 1            | —             | —             | 10       | 3        | —    | —    | 54        | 30        |
| Liverpool           | 2014–15             | Premier League      | 16       | 1        | 4            | 0            | 3             | 1             | 5        | 2        | —    | —    | 28        | 4         |
| AC Milan (mượn)     | 2015–16             | Serie A             | 20       | 1        | 3            | 2            | —             | —             | —        | —        | —    | —    | 23        | 3         |
| Nice                | 2016–17             | Ligue 1             | 23       | 15       | 0            | 0            | 1             | 1             | 4        | 1        | —    | —    | 28        | 17        |
| Nice                | 2017–18             | Ligue 1             | 28       | 18       | 0            | 0            | 1             | 1             | 9        | 7        | —    | —    | 38        | 26        |
| Nice                | 2018–19             | Ligue 1             | 10       | 0        | 0            | 0            | 0             | 0             | —        | —        | —    | —    | 10        | 0         |
| Nice                | Tổng cộng           | Tổng cộng           | 61       | 33       | 0            | 0            | 2             | 2             | 13       | 8        | —    | —    | 76        | 43        |
| Marseille           | 2018–19             | Ligue 1             | 15       | 8        | 0            | 0            | 0             | 0             | —        | —        | —    | —    | 15        | 8         |
| Brescia             | 2019–20             | Serie A             | 19       | 5        | 0            | 0            | —             | —             | —        | —        | —    | —    | 19        | 5         |
| Monza               | 2020–21             | Serie B             | 12       | 5        | —            | —            | —             | —             | —        | —        | 2    | 1    | 14        | 6         |
| Adana Demirspor     | 2021–22             | Süper Lig           | 31       | 18       | 2            | 1            | —             | —             | —        | —        | —    | —    | 33        | 19        |
| Adana Demirspor     | 2022–23             | Süper Lig           | 2        | 0        | —            | —            | —             | —             | —        | —        | –    | –    | 2         | 0         |
| Adana Demirspor     | Tổng cộng           | Tổng cộng           | 33       | 18       | 2            | 1            | —             | —             | —        | —        | —    | —    | 35        | 19        |
| Sion                | 2022–23             | Swiss Super League  | 18       | 6        | 1            | 0            | —             | —             | —        | —        | —    | —    | 19        | 6         |
| Adana Demirspor     | 2023–24             | Süper Lig           | 16       | 7        | —            | —            | —             | —             | —        | —        | —    | —    | 16        | 7         |
| Genoa               | 2024–25             | Serie A             | 6        | 0        | —            | —            | —             | —             | —        | —        | —    | —    | 6         | 0         |
| Tổng cộng sự nghiệp | Tổng cộng sự nghiệp | Tổng cộng sự nghiệp | 374      | 150      | 28           | 10           | 8             | 5             | 58       | 22       | 5    | 2    | 473       | 189       |

1. ↑  Bao gồm Coppa Italia, FA Cup, Turkish Cup, Swiss Cup
2. ↑  Bao gồm EFL Cup, Coupe de la Ligue
3. 1 2 3 4  Số lần ra sân tại UEFA Champions League
4. 1 2  Ra sân tại Supercoppa Italiana
5. 1 2  Số lần ra sân tại UEFA Europa League
6. ↑  Ba lần ra sân và hai bàn thắng tại UEFA Champions League, ba lần ra sân và một bàn thắng tại UEFA Europa League
7. ↑  Ra sân tại FA Community Shield
8. ↑  Ba lần ra sân và một bàn thắng tại UEFA Champions League, hai lần ra sân và một bàn thắng tại UEFA Europa League
9. ↑  Hai lần ra sân và một bàn thắng tại UEFA Champions League, năm lần ra sân và bốn bàn thắng tại UEFA Europa League
10. ↑  Số lần ra sân tại Serie B play-offs thăng hạng

### Đội tuyển quốc gia
Tính đến ngày 7 tháng 9 năm 2018.
| Ý         | Ý    | Ý   |
| Năm       | Trận | Bàn |
| --------- | ---- | --- |
| 2010      | 2    | 0   |
| 2011      | 5    | 1   |
| 2012      | 9    | 4   |
| 2013      | 13   | 7   |
| 2014      | 4    | 1   |
| 2018      | 3    | 1   |
| Tổng cộng | 36   | 14  |

### Bàn thắng cho đội tuyển quốc gia
| 1.                            | 11 tháng 11 năm 2011 | Sân vận động Miejski, Wrocław, Ba Lan           | Ba Lan           | 1–0 | 2–0 | Giao hữu                      |
| 2.                            | 18 tháng 6 năm 2012  | Sân vận động Thành phố, Poznań, Ba Lan          | Cộng hòa Ireland | 2–0 | 2–0 | UEFA Euro 2012                |
| 3.                            | 28 tháng 6 năm 2012  | Sân vận động Quốc gia, Warszawa, Ba Lan         | Đức              | 1–0 | 2–1 | UEFA Euro 2012                |
| 4.                            | 28 tháng 6 năm 2012  | Sân vận động Quốc gia, Warszawa, Ba Lan         | Đức              | 2–0 | 2–1 | UEFA Euro 2012                |
| 5.                            | 16 tháng 10 năm 2012 | Sân vận động San Siro, Milano, Ý                | Đan Mạch         | 3–1 | 3–1 | Vòng loại FIFA World Cup 2014 |
| 6.                            | 21 tháng 3 năm 2013  | Sân vận động Genève, Genève, Thụy Sĩ            | Brasil           | 2–2 | 2–2 | Giao hữu                      |
| 7.                            | 26 tháng 3 năm 2013  | Sân vận động Quốc gia Ta' Qali, Ta' Qali, Malta | Malta            | 1–0 | 2–0 | Vòng loại FIFA World Cup 2014 |
| 8.                            | 26 tháng 3 năm 2013  | Sân vận động Quốc gia Ta' Qali, Ta' Qali, Malta | Malta            | 2–0 | 2–0 | Vòng loại FIFA World Cup 2014 |
| 9.                            | 16 tháng 6 năm 2013  | Sân vận động Maracanã, Rio de Janeiro, Brasil   | México           | 2–1 | 2–1 | FIFA Confederations Cup 2013  |
| 10.                           | 19 tháng 6 năm 2013  | Arena Pernambuco, Recife, Brasil                | Nhật Bản         | 3–2 | 4–3 | FIFA Confederations Cup 2013  |
| 11.                           | 10 tháng 9 năm 2013  | Sân vận động Juventus, Turin, Ý                 | Séc              | 2–1 | 2–1 | Vòng loại FIFA World Cup 2014 |
| 12.                           | 15 tháng 10 năm 2013 | Sân vận động San Paolo, Naples, Ý               | Armenia          | 2–2 | 2–2 | Vòng loại FIFA World Cup 2014 |
| 13.                           | 14 tháng 6 năm 2014  | Arena da Amazônia, Manaus, Brasil               | Anh              | 2–1 | 2–1 | FIFA World Cup 2014           |
| 14.                           | 28 tháng 5 năm 2018  | Kybunpark, St. Gallen, Thụy Sĩ                  | Ả Rập Xê Út      | 1–0 | 2–1 | Giao hữu                      |
| Tính đến 28 tháng 5 năm 2018. |                      |                                                 |                  |     |     |                               |

## Danh hiệu

### Câu lạc bộ

#### Inter Milan
- Serie A (3): 2007–08, 2008–09, 2009–10
- Coppa Italia (1): 2009–10
- Supercoppa Italiana (1): 2008
- UEFA Champions League (1): 2009–10

#### Manchester City
- Premier League (1): 2011–12
- FA Cup (1): 2010–11
- FA Community Shield (1): 2012

### Quốc tế
- Á quân UEFA Euro 2012

### Cá nhân
- Golden Boy (1): 2010
- Cầu thủ hay nhất trận chung kết Cúp FA (1): 2011